# Eutanyacra trivittata
Eutanyacra trivittata är en stekelart som beskrevs av Heinrich 1961. Eutanyacra trivittata ingår i släktet Eutanyacra och familjen brokparasitsteklar. Inga underarter finns listade i Catalogue of Life.